# Purworejo Klampok
Purworejo Klampok este un oraș din Indonezia. Populația orașului la recensământul din 2010 era de 40.015 locuitori. De asemenea, Purworejo Klampok este reședința districtului cu același nume.
1. ↑  Indonesian Minister of Home Affairs Decree Number 050-145 of 2022